# Linda Park
 (avril 2019).
Si vous disposez d'ouvrages ou d'articles de référence ou si vous connaissez des sites web de qualité traitant du thème abordé ici, merci de compléter l'article en donnant les références utiles à sa vérifiabilité et en les liant à la section « Notes et références ».
Pour les articles homonymes, voir Park.
Linda Park est une actrice américano-coréenne. Elle est née le 9 juillet 1978 en Corée du Sud mais a été élevée en Californie.

## Biographie
Elle est surtout connue pour son rôle dans Star Trek: Enterprise où elle joue Hoshi Sato, personnage qui est chargée des communications et qui fait également office de traductrice et interprète à bord de l'Enterprise NX-01. Elle a également fait une brève apparition dans Jurassic Park 3 en 2001.
Outre l'anglais et le coréen, elle parle également français ce qui lui a permis de participer à un documentaire américain sur Bernard Tapie en 2001.

## Filmographie

### Cinéma
- 2001 : Jurassic Park 3 : Hannah
- 2009 : Infestation : Leechee

### Télévision
- 2001 : Popular (Épisode Fag) : Anna Lin
- 2001 - 2005 : Star Trek: Enterprise : Enseigne Hoshi Sato
- 2007 - 2008 : Women's Murder Club (10 épisodes) : Denise Kwon
- 2007 : Raines (7 épisodes) : Sally Lance
- 2009 : Crash (13 épisodes) : Maggie Cheon
- 2009 : Life (Épisode 5 Quarts) : Asst. Coroner Debbie Quo
- 2011 : Dr House (saison 7 épisode 21 : The Fix) : Dr. Wendy Lee
- 2011 : Mentalist (saison 3 épisode 12) : Consultante. Dr Montague
- 2012 : NCIS (saison 10 épisode 4) : avocat de JAG
- 2014 : Legends (2 épisodes) : Dr. Blair Halstrom
- 2015 : Castle (saison 7 épisode 17) : Inspecteur-Chef Zhang
- 2017 - 2021 : Bosch : Jun Park